# Кунгла (деревня)
Ку́нгла (эст. Kungla), ранее Ве́кскюля и Вы́хкса (эст. Võhksa) — деревня в волости Сааремаа уезда Сааремаа, Эстония. 
До административной реформы местных самоуправлений Эстонии 2017 года входила в состав волости Вальяла.

## География и описание
Расположена в 27 километрах к северо-востоку от уездного и волостного центра — города Курессааре. Высота над уровнем моря — 8 метров. В деревне находится порт Кунгла.
Климат умеренный. Официальный язык — эстонский. Почтовый индекс — 94311.

## Население
По данным переписи населения 2021 года, в Кунгла насчитывалось 32 жителя, все — эстонцы.
По данным переписи населения 2011 года, в деревне проживали 39 человек, все — эстонцы.
Численность населения деревни Кунгла по данным переписей населения:
| Год  | 1959 | 1970 | 1979 | 1989 | 2000 | 2011 | 2021 |
| ---- | ---- | ---- | ---- | ---- | ---- | ---- | ---- |
| Чел. | 81   | ↘ 68 | ↘ 45 | ↘ 27 | ↗ 39 | → 39 | ↘ 32 |

## История
Деревня возникла в 1920-х годах на землях бывшей мызы Вексхольм (нем. Wexholm, Выкса, эст. Võhksa mõis), которая впервые упоминается в 1731 году. Хотя название Кунгла фигурирует как новое название в предложении уездной управы Сааремаа от 1939 года, оно, вероятно, использовалось ранее, так как имеется на географической карте 1938 года. До этого деревня называлась поселением Выхкса. 
На военно-топографических картах Российской империи (1846–1897 годы), в состав которой входила Лифляндская губерния, это поселение обозначено как Векскюля.

## Происхождение топонима
Название деревне дано в честь мифической страны Кунгла, впервые упомянутой в эстонском эпосе «Калевипоэг».

## Комментарии
1. ↑  Эстонские топонимы, оканчивающиеся на -а, не склоняются и не имеют женского рода (исключение — Нарва)[7].